# Parydra
Parydra är ett släkte av tvåvingar. Parydra ingår i familjen vattenflugor.

## Dottertaxa tillParydra, i alfabetisk ordning[1][2]
- Parydra abbreviata
- Parydra acuta
- Parydra alajensis
- Parydra albipulvis
- Parydra alpina
- Parydra appendiculata
- Parydra aquila
- Parydra arctica
- Parydra articulata
- Parydra aurata
- Parydra aureola
- Parydra borealis
- Parydra breviceps
- Parydra buccata
- Parydra bucculenta
- Parydra cishumilis
- Parydra coarctata
- Parydra cognata
- Parydra copis
- Parydra flavitarsis
- Parydra formosana
- Parydra fossarum
- Parydra halteralis
- Parydra hamata
- Parydra hecate
- Parydra humilis
- Parydra imitans
- Parydra incommoda
- Parydra inornata
- Parydra japonica
- Parydra joaquinensis
- Parydra lingulata
- Parydra littoralis
- Parydra lutumilis
- Parydra lynetteae
- Parydra mitis
- Parydra neozelandica
- Parydra nigripes
- Parydra nigritarsis
- Parydra nubecula
- Parydra ochropus
- Parydra ozerovi
- Parydra pacifica
- Parydra parasocia
- Parydra parva
- Parydra paullula
- Parydra pedalis
- Parydra penabbreviata
- Parydra penisica
- Parydra pinguis
- Parydra pubera
- Parydra pulvisa
- Parydra pusilla
- Parydra quadriloba
- Parydra quadripunctata
- Parydra quadrituberculata
- Parydra quinquemaculata
- Parydra raffonei
- Parydra ralloi
- Parydra socia
- Parydra spiculosa
- Parydra spinosa
- Parydra stagnicola
- Parydra succurva
- Parydra taurrensis
- Parydra transversa
- Parydra truncatula
- Parydra tuberculifera
- Parydra turkmenica
- Parydra undulata
- Parydra unicolor
- Parydra unituberculata
- Parydra vanduzeei
- Parydra varia
- Parydra villosissima
- Parydra vulgaris